# АЕС Чанцзян
Атомна електростанція Чанцзян (кит.: 昌江核电站) — атомна електростанція в селі Тансін містечка Хайвей автономного округу Чанцзян Лі провінції Хайнань. Це перша електростанція такого типу в регіоні.

## Історія
Будівництво першої черги станції, яка складається з двох реакторів, було схвалено Національною комісією розвитку та реформ у липні 2008 року. Роботи на майданчику розпочалися в грудні 2008 року, а перший бетон був залитий на першому блоці 25 квітня 2010 року; побудований Китайською національною ядерною корпорацією та China Huaneng Group. Енергоблок № 1 підключено до електромережі 7 листопада 2015 року та введено в промислову експлуатацію з 25 грудня 2015 року.
У липні 2019 року Китайська національна ядерна корпорація оголосила про початок будівництва демонстраційного невеликого модульного реактора ACP100 на північно-західній стороні майданчика до кінця року.

## Технічні особливості
Станція буде побудована в дві черги, обидві складатимуться з двох реакторів CNP-600 з водою під тиском, потужністю 650 МВт кожен. Перший енергоблок підключили до мережі 7 листопада 2015 року, а другий — 20 червня 2016 року. Понад 70 % обладнання планувалося зробити власного виробництва.

## Друга черга
2 вересня 2020 року прем'єр Держради Лі Кецян головував на виконавчому засіданні Держради. Зустріч схвалила проєкт другої фази ядерної енергетики Хайнань у Чанцзяні. Загальний обсяг запланованих інвестицій проєкту становить 39,45 млрд юанів. Блок 3 планує залити перший бетон ядерного острова в серпні 2020 року і буде завершено в 2025 році; Планується, що блок 4 заллє перший бетон ядерного острова в травні 2021 року і буде завершено в 2026 році.

## Інформація про реактори
| Блок      | Тип      | Чиста потужність | Валова потужність | Термічна потужність | Початок будівництва | Перша критичність | Підключення до мережі | Комерційна експлуатація | Зауваження           |
| --------- | -------- | ---------------- | ----------------- | ------------------- | ------------------- | ----------------- | --------------------- | ----------------------- | -------------------- |
| Черга I   |          |                  |                   |                     |                     |                   |                       |                         |                      |
| Чанцзян 1 | CNP-600  | 601              | 650               | 1930                | 2010-04-25          | 2015-10-12        | 2015-11-07            | 2015-12-25              | [ 2 ] [ 7 ]          |
| Чанцзян 2 | CNP-600  | 601              | 650               | 1930                | 2010-11-21          | 2016-06-09        | 2016-06-20            | 2016-08-12              | [ 8 ] [ 9 ]          |
| Черга II  |          |                  |                   |                     |                     |                   |                       |                         |                      |
| Чанцзян 3 | Хуалун 1 | 1000             | 1197              | 3190                | 2021-03-31          |                   |                       | 2026                    | [ 10 ] [ 11 ] [ 12 ] |
| Чанцзян 4 | Хуалун 1 | 1000             | 1197              | 3190                | 2021-12-28          |                   |                       | 2026                    | [ 10 ]               |
|           |          |                  |                   |                     |                     |                   |                       |                         |                      |
| Чанцзян 5 | Лінлун 1 | 100              | 125               | 385                 | 2021-07-13          |                   |                       | 2026                    |                      |